# Colombiaans voetbalelftal in 2013
Het Colombiaans voetbalelftal speelde in totaal twaalf officiële interlands in het jaar 2013, waaronder acht duels in de kwalificatiereeks voor het WK voetbal 2014 in Brazilië. De ploeg wist zich te kwalificeren voor dat toernooi en stond onder leiding van de Argentijn José Pékerman, de opvolger van oud-international Leonel Álvarez die de ploeg eind 2011 slechts drie duels onder zijn hoede had gehad. Op de in 1993 geïntroduceerde FIFA-wereldranglijst steeg Colombia in 2013 van de 5de (januari 2013) naar de 4de plaats (december 2013).

## Balans
| Wedstrijden | Wedstrijden | Wedstrijden | Wedstrijden | Doelpunten | Doelpunten | Doelpunten | Punten |
| Gespeeld    | Winst       | Gelijk      | Verlies     | Voor       | Tegen      | Saldo      | Punten |
| ----------- | ----------- | ----------- | ----------- | ---------- | ---------- | ---------- | ------ |
| 12          | 7           | 3           | 2           | 20         | 8          | +12        | 1.416  |

## Interlands
|                                                                 |                           |       |                                                                            |                                                                             |
| 6 februari Vriendschappelijk № 493 «onderlinge duels» 20:00 uur | Guatemala                 | 1 – 4 | Colombia                                                                   | Dolphin Stadium, Miami Toeschouwers: 25.000 Scheidsrechter: Paul Ward (CAN) |
| 6 februari Vriendschappelijk № 493 «onderlinge duels» 20:00 uur | José Contreras 81' (pen.) |       | 21' Jackson Martínez 30' Jackson Martínez 64' Abel Aguilar 86' Luís Muriel | Dolphin Stadium, Miami Toeschouwers: 25.000 Scheidsrechter: Paul Ward (CAN) |

|                                                             |                                                                                                 |       |         |                                                                                            |
| 22 maart WK-kwalificatie № 494 «onderlinge duels» 20:00 uur | Colombia                                                                                        | 5 – 0 | Bolivia | Estadio Metropolitano, Barranquilla Toeschouwers: 40.478 Scheidsrechter: Carlos Vera (ECU) |
| 22 maart WK-kwalificatie № 494 «onderlinge duels» 20:00 uur | Macnelly Torres 20' Carlos Valdes 50' Teófilo Gutiérrez 62' Radamel Falcao 86' Pablo Armero 90' |       |         | Estadio Metropolitano, Barranquilla Toeschouwers: 40.478 Scheidsrechter: Carlos Vera (ECU) |

|                                                             |                 |       |          |                                                                                         |
| 26 maart WK-kwalificatie № 495 «onderlinge duels» 21:00 uur | Venezuela       | 1 – 0 | Colombia | Estadio Cachamay, Puerto Ordaz Toeschouwers: 41.500 Scheidsrechter: Antonio Arias (PAR) |
| 26 maart WK-kwalificatie № 495 «onderlinge duels» 21:00 uur | José Rondón 13' |       |          | Estadio Cachamay, Puerto Ordaz Toeschouwers: 41.500 Scheidsrechter: Antonio Arias (PAR) |

|                                                           |            |       |          |                                                                                                 |
| 7 juni WK-kwalificatie № 496 «onderlinge duels» 20:00 uur | Argentinië | 0 – 0 | Colombia | Estadio El Monumental, Buenos Aires Toeschouwers: 44.087 Scheidsrechter: Marlon Escalante (VEN) |
| 7 juni WK-kwalificatie № 496 «onderlinge duels» 20:00 uur |            |       |          | Estadio El Monumental, Buenos Aires Toeschouwers: 44.087 Scheidsrechter: Marlon Escalante (VEN) |

|                                                            |                                                 |       |      |                                                                                             |
| 11 juni WK-kwalificatie № 497 «onderlinge duels» 21:30 uur | Colombia                                        | 2 – 0 | Peru | Estadio Metropolitano, Barranquilla Toeschouwers: 42.265 Scheidsrechter: Sandro Ricci (BRA) |
| 11 juni WK-kwalificatie № 497 «onderlinge duels» 21:30 uur | Radamel Falcao 13' (pen.) Teófilo Gutiérrez 45' |       |      | Estadio Metropolitano, Barranquilla Toeschouwers: 42.265 Scheidsrechter: Sandro Ricci (BRA) |

|                                                                  |                  |       |        |                                                                                 |
| 14 augustus Vriendschappelijk № 498 «onderlinge duels» 20:00 uur | Colombia         | 1 – 0 | Servië | Mini Estadi, Barcelona Toeschouwers: 6.000 Scheidsrechter: Javier Estrada (ESP) |
| 14 augustus Vriendschappelijk № 498 «onderlinge duels» 20:00 uur | Fredy Guarín 89' |       |        | Mini Estadi, Barcelona Toeschouwers: 6.000 Scheidsrechter: Javier Estrada (ESP) |

|                                                                |                     |       |         |                                                                                            |
| 6 september WK-kwalificatie № 499 «onderlinge duels» 15:30 uur | Colombia            | 1 – 0 | Ecuador | Estadio Metropolitano, Barranquilla Toeschouwers: 45.000 Scheidsrechter: Héber Lopes (BRA) |
| 6 september WK-kwalificatie № 499 «onderlinge duels» 15:30 uur | James Rodríguez 31' |       |         | Estadio Metropolitano, Barranquilla Toeschouwers: 45.000 Scheidsrechter: Héber Lopes (BRA) |

|                                                                 |                                         |       |          |                                                                                         |
| 10 september WK-kwalificatie № 500 «onderlinge duels» 20:00 uur | Uruguay                                 | 2 – 0 | Colombia | Estadio Centenario, Montevideo Toeschouwers: 50.000 Scheidsrechter: Antonio Arias (PAR) |
| 10 september WK-kwalificatie № 500 «onderlinge duels» 20:00 uur | Edinson Cavani 78' Christian Stuani 80' |       |          | Estadio Centenario, Montevideo Toeschouwers: 50.000 Scheidsrechter: Antonio Arias (PAR) |

|                                                               |                                                                           |       |                                                               |                                                                                                  |
| 11 oktober WK-kwalificatie № 501 «onderlinge duels» 20:00 uur | Colombia                                                                  | 3 – 3 | Chili                                                         | Estadio Metropolitano, Barranquilla Toeschouwers: 45.000 Scheidsrechter: Paulo de Oliveira (BRA) |
| 11 oktober WK-kwalificatie № 501 «onderlinge duels» 20:00 uur | Teófilo Gutiérrez 69' Radamel Falcao 75' (pen.) Radamel Falcao 84' (pen.) |       | 19' (pen.) Arturo Vidal 22' Alexis Sánchez 30' Alexis Sánchez | Estadio Metropolitano, Barranquilla Toeschouwers: 45.000 Scheidsrechter: Paulo de Oliveira (BRA) |

|                                                               |                     |       |                                 |                                                                                              |
| 15 oktober WK-kwalificatie № 502 «onderlinge duels» 20:30 uur | Paraguay            | 1 – 2 | Colombia                        | Estadio Defensores del Chaco, Asunción Toeschouwers: 20.000 Scheidsrechter: Diego Abal (ARG) |
| 15 oktober WK-kwalificatie № 502 «onderlinge duels» 20:30 uur | Jorge Luis Rojas 6' |       | 38' Mario Yepes 55' Mario Yepes | Estadio Defensores del Chaco, Asunción Toeschouwers: 20.000 Scheidsrechter: Diego Abal (ARG) |

|                                                                  |        |                                      |          |                                                                                              |
| 15 november Vriendschappelijk № 503 «onderlinge duels» 21:00 uur | België | 0 – 2                                | Colombia | Koning Boudewijnstadion, Brussel Toeschouwers: 45.000 Scheidsrechter: Mark Clattenburg (ENG) |
| 15 november Vriendschappelijk № 503 «onderlinge duels» 21:00 uur |        | 51' Radamel Falcao 66' Víctor Ibarbo |          | Koning Boudewijnstadion, Brussel Toeschouwers: 45.000 Scheidsrechter: Mark Clattenburg (ENG) |

|                                                                  |           |       |          |                                                                                     |
| 19 november Vriendschappelijk № 504 «onderlinge duels» 20:30 uur | Nederland | 0 – 0 | Colombia | Amsterdam ArenA, Amsterdam Toeschouwers: 53.000 Scheidsrechter: Florian Meyer (GER) |
| 19 november Vriendschappelijk № 504 «onderlinge duels» 20:30 uur |           |       |          | Amsterdam ArenA, Amsterdam Toeschouwers: 53.000 Scheidsrechter: Florian Meyer (GER) |

## FIFA-wereldranglijst
| JAN | FEB | MAR | APR | MEI | JUN | JUL | AUG | SEP | OKT | NOV | DEC |
| --- | --- | --- | --- | --- | --- | --- | --- | --- | --- | --- | --- |
| 5   | 6   | 6   | 6   | 6   | 7   | 3   | 3   | 5   | 4   | 4   | 4   |

## Statistieken
| David Ospina           | 1988-08-31 | OGC Nice               | 10 | 0 | 0 | 42 | 0  |
| Faryd Mondragón        | 1971-06-21 | Deportivo Cali         | 2  | 0 | 0 | 48 | 0  |
| Verdediging            |            |                        |    |   |   |    |    |
| Luis Amaranto Perea    | 1979-01-30 | Cruz Azul              | 7  | 1 | 0 | 75 | 0  |
| Mario Yepes            | 1976-01-13 | Atalanta Bergamo       | 6  | 1 | 2 | 94 | 6  |
| Carlos Valdés          | 1985-05-22 | Independiente Santa Fe | 6  | 0 | 1 | 12 | 2  |
| Cristián Zapata        | 1986-09-30 | AC Milan               | 4  | 0 | 0 | 20 | 0  |
| Santiago Arias         | 1992-01-13 | PSV Eindhoven          | 3  | 0 | 0 | 3  | 0  |
| Stefan Medina          | 1992-06-14 | Atlético Nacional      | 2  | 0 | 0 | 2  | 0  |
| Aquivaldo Mosquera     | 1981-06-22 | Club América           | 1  | 0 | 0 | 31 | 1  |
| Middenveld             |            |                        |    |   |   |    |    |
| Pablo Armero           | 1986-11-02 | SSC Napoli             | 10 | 1 | 1 | 49 | 1  |
| Abel Aguilar           | 1985-01-06 | Toulouse FC            | 10 | 1 | 1 | 38 | 2  |
| Carlos Sánchez         | 1986-02-06 | Elche CF               | 9  | 1 | 0 | 43 | 0  |
| Juan Cuadrado          | 1988-05-26 | AC Fiorentina          | 8  | 3 | 0 | 26 | 3  |
| Juan Camilo Zúñiga     | 1985-12-14 | SSC Napoli             | 8  | 0 | 0 | 52 | 1  |
| Macnelly Torres        | 1984-11-01 | Al Shabab              | 6  | 3 | 1 | 37 | 3  |
| Edwin Valencia         | 1985-03-29 | Fluminense FC          | 3  | 1 | 0 | 14 | 0  |
| Fredy Guarín           | 1986-06-30 | Inter Milaan           | 2  | 6 | 1 | 48 | 3  |
| Aldo Ramírez           | 1981-04-18 | Monarcas Morelia       | 2  | 6 | 0 | 27 | 1  |
| Alexander Mejía        | 1988-09-07 | Atlético Nacional      | 0  | 6 | 0 | 7  | 0  |
| Juan Fernando Quintero | 1993-01-18 | FC Porto               | 0  | 2 | 0 | 3  | 0  |
| Elkin Soto             | 1980-08-04 | 1. FSV Mainz 05        | 0  | 1 | 0 | 25 | 6  |
| Aanval                 |            |                        |    |   |   |    |    |
| James Rodríguez        | 1991-07-12 | AS Monaco              | 10 | 0 | 1 | 20 | 3  |
| Radamel Falcao         | 1986-02-10 | AS Monaco              | 9  | 0 | 5 | 51 | 20 |
| Teófilo Gutiérrez      | 1985-05-27 | CA River Plate         | 7  | 1 | 3 | 27 | 11 |
| Jackson Martínez       | 1986-10-03 | FC Porto               | 4  | 4 | 2 | 24 | 8  |
| Luis Muriel            | 1991-04-18 | Udinese Calcio         | 2  | 2 | 1 | 5  | 1  |
| Carlos Bacca           | 1986-09-08 | Sevilla FC             | 1  | 5 | 0 | 8  | 2  |
| Victor Ibarbo          | 1990-05-19 | Cagliari               | 0  | 2 | 1 | 6  | 1  |

Colfútbol · A-internationals · Selecties · Statistieken · Bondscoaches · Colombiaans vrouwenelftal · Olympisch elftal · Colombia U20 · Colombia U17
1938 – 1949 ·
1950 – 1959 ·
1960 – 1969 ·
1970 – 1979 ·
1980 – 1989 ·
1990 – 1999 ·
2000 – 2009 ·
2010 – 2019 ·
2020 – 2029
WK 1962 · 
WK 1990 · 
WK 1994 · 
WK 1998 · 
WK 2014 · 
WK 2018
OS 1968 · 
OS 1972 · 
OS 1980 · 
OS 1992 · 
OS 2016
1938 · 
1939 · 1940 · 1941 · 1942 · 1943 · 1944 · 
1946 · 
1947 · 
1948 · 
1949 · 
1950 · 1951 · 1952 · 1953 · 1954 · 1955 · 1956 · 
1957 · 
1958 · 1959 · 1960 · 
1961 · 
1962 · 
1963 · 
1964 · 
1965 · 
1966 · 
1967 · 
1968 · 
1969 · 
1970 · 
1971 · 
1972 · 
1973 · 
1974 · 
1975 · 
1976 · 
1977 · 
1978 · 
1979 · 
1980 · 
1981 · 
1982 · 
1983 · 
1984 · 
1985 · 
1986 · 
1987 · 
1988 · 
1989 · 
1990 ·
1991 · 
1992 · 
1993 · 
1994 · 
1995 · 
1996 · 
1997 · 
1998 · 
1999 · 
2000 · 
2001 · 
2002 · 
2003 · 
2004 · 
2005 · 
2006 · 
2007 · 
2008 · 
2009 · 
2010 · 
2011 · 
2012 · 
2013 · 
2014 · 
2015 · 
2016 · 
2017 ·
2018 ·
2019 ·
2020 ·
2021
Algerije ·
Argentinië ·
Australië ·
Bahrein ·
België ·
Bolivia · 
Brazilië ·
Canada ·
Chili ·
China · 
Costa Rica ·
Cuba ·
DDR ·
Duitsland ·
Ecuador ·
Egypte ·
El Salvador ·
Engeland ·
Finland ·
Frankrijk ·
Griekenland ·
Guatemala · 
Haïti ·
Honduras ·
Hongarije ·
Hongkong ·
Ierland ·
Irak ·
Israël ·
Ivoorkust ·
Jamaica ·
Japan ·
Joegoslavië ·
Jordanië ·
Kameroen ·
Koeweit · 
Liberia · 
Marokko ·
Mexico ·
Montenegro ·
Nederland ·
Nederlandse Antillen ·
Nicaragua ·
Nieuw-Zeeland · 
Nigeria ·
Noord-Ierland ·
Noorwegen ·
Panama ·
Paraguay ·
Peru ·
Polen ·
Puerto Rico ·
Qatar ·
Roemenië ·
Saoedi-Arabië ·
Schotland ·
Senegal ·
Servië ·
Slovenië ·
Slowakije ·
Sovjet-Unie ·
Spanje ·
Trinidad en Tobago ·
Tsjecho-Slowakije ·
Tunesië · 
Turkije · 
Uruguay ·
Venezuela ·
Verenigde Arabische Emiraten · 
Verenigde Staten ·
Zuid-Afrika ·
Zuid-Korea ·
Zweden ·
Zwitserland
Brazilië (2014) ·
Engeland (2018) ·
Griekenland (2014) ·
Ivoorkust (2014) ·
Japan (2014) ·
Japan (2018) ·
Polen (2018) ·
Senegal (2018) ·
Uruguay (2014)